# بخش ورمدو
بخش ورمدو (به سوئدی: Värmdö kommun) یک ناحیه شهری در سوئد است که در شهرستان استکهلم واقع شده‌است.